# Centraal Informatiepunt Voetbalvandalisme
Het Centraal Informatiepunt Voetbalvandalisme (CIV) is een expertisecentrum op het gebied van voetbalvandalisme. Het bestaat sinds 1 april 1986 en wordt financieel ondersteund door het ministerie van Binnenlandse Zaken.

## Taken en verantwoordelijkheden
Er zijn twee hoofdtaken voor het CIV: het verzamelen en verspreiden van informatie over voetbalvandalisme en de ondersteuning en advisering van de bij de bestrijding ervan betrokken partijen.

### Informatieverzameling en verspreiding
Het CIV verzamelt en beheert informatie over voetbalvandalisme in Nederland, onder andere via het Voetbal Volg Systeem, wat eigendom is van het CIV. In dit systeem worden de gegevens opgeslagen van iedereen die is aangehouden of die een proces-verbaal heeft gekregen in verband met voetbalvandalisme. Het CIV is verantwoordelijk voor het onderhoud en de kwaliteit van de gegevens in dit systeem, wat gebruikt wordt door politie en de officier van justitie om te kunnen vaststellen of iemand al eens is veroordeeld of aangehouden in verband met voetbalvandalisme.
Naast het Voetbal Volg Systeem verzamelt en verwerkt het gegevens over voetbalvandalisme en wedstrijden, afkomstig van diverse partijen zoals het KNVB, de politie en spoorwegpolitie en ook de Nederlandse Spoorwegen. Deze informatie wordt weer verder verspreid onder deze partijen en andere betrokkenen.
In internationaal verband is het CIV aangewezen als nationaal informatiepunt voor de uitwisseling van informatie over internationale wedstrijden.

### Advisering en ondersteuning
Naast een informatie verwerkende taak adviseert en ondersteunt het CIV de bij de bestrijding van voetbalvandalisme betrokken partijen zoals de politie, gemeentes, KNVB en individuele voetbalclubs:
- Het maakt strategische analyses van risicowedstrijden.
- Voor wedstrijden van het Nederlands voetbalelftal coördineert het CIV de inzet van spotters bij voetbalwedstrijden
- Verder adviseert het centrum de Raad van Hoofdcommissarissen en het ministerie van Binnenlandse Zaken over te ontwikkelen beleid voor voetbalvandalisme.